# Julius von Haast

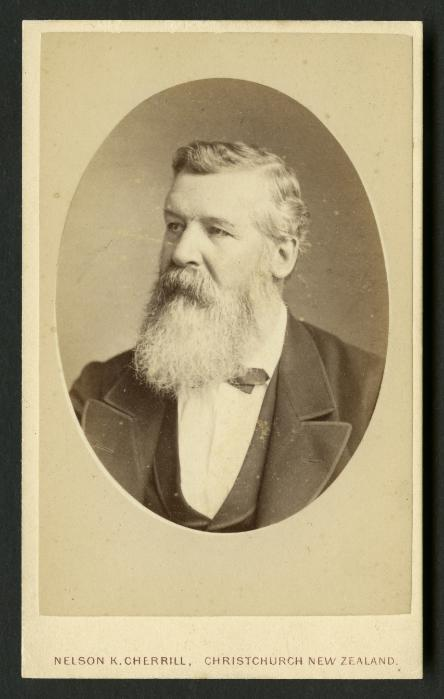
Johann Franz Julius von Haast (1860er – 1870er)

Sir Johann Franz Julius Ritter von Haast, KCMG (* 1. Mai 1822 in Bonn; † 16. August 1887 in Christchurch, Neuseeland), war ein deutscher Geologe und Naturforscher.
Er war Professor des Fachbereichs Geologie am Canterbury College in Neuseeland. Haast nahm die britische Staatsbürgerschaft an und war im englischsprachigen Raum unter dem Namen John Francis Julius von Haast bekannt.

## Leben und Wirken

### Jugend und Ausbildung
Julius Haast wurde am 1. Mai 1822 als Sohn der Eheleute Anna Eva Theodora Ruth und des Kaufmanns Mathias Haast in Bonn geboren. Die Familie soll wohlhabend gewesen sein. Haast wuchs mit acht weiteren Geschwistern auf, wurde katholisch erzogen und erhielt seine Schulausbildung bis 1838 in Bonn und danach weiterführend in Köln. Sein Gymnasialabschluss wurde als mittelmäßig bezeichnet. Schon im Schulalter soll er sich für Geologie interessiert und Minerale gesammelt haben.
Um eine zweijährige Lehre zu beginnen, kam er zurück nach Bonn. In seinem Buch Julius Haast in the Southern Alps vermutet der Autor Colin James Burrows, dass Haast eine Ausbildung in Richtung Bergbau begann und gleichzeitig einige Vorlesungen in Geologie an der Universität Bonn besuchte. Haast soll, ohne immatrikuliert gewesen zu sein, einige geologische Kollegs bei Professor Johann Jacob Noeggerath besucht haben und mit Ernst Heinrich Carl von Dechen in Kontakt gekommen sein, einem Professor für Bergbaukunde, der 1841 nach Bonn kam und als Oberberghauptmann das Oberbergamt in Bonn übernahm. Wie intensiv Haasts Interesse an dem Studium seinerzeit war, ist nicht bekannt; einen Abschluss an der Universität erhielt er jedenfalls nicht.

### Deutschland
1841 zog Haast, von seinem Vater gedrängt, nach Verviers in Belgien, wo er am 11. Mai 1842 Mitglied der Masonic Lodge Philadelphia, einer Freimaurerloge der Grand Orient of Belgium wurde. 1844 ging er zurück nach Deutschland und siedelte in Frankfurt am Main. Dort verdiente er sich in den Jahren bis 1852 seinen Lebensunterhalt als Blumenverkäufer, handelte mit Textilien, arbeitete als Transportauftragnehmer und zuletzt als Buchhändler in der Jügel’schen Buchhandlung in Frankfurt.
Musisch veranlagt, nahm er in Frankfurt Gesangs- und Violinenunterricht und bekam darüber Kontakt zur entsprechenden Gesellschaft. In dieser lernte er sehr wahrscheinlich auch Antonia Schmidt kennen, die einer musikalischen Familie entstammte. Am 26. Oktober 1846 heirateten beide in Frankfurt. Am 10. Januar 1848 wurde ihr Sohn Robert geboren. Er blieb ihr einziges Kind.
Ab 1852 soll Haast als Hausierer unterwegs gewesen sein und mit Von-Haus-zu-Haus-Verkäufen seinen Lebensunterhalt verdient haben. In dieser Zeit reiste er in den Ländern Holland, Belgien, Frankreich, Schweiz, Österreich, Italien und auch in Russland umher. Die Gründe dafür und die Umstände seiner Reisen sind nicht bekannt. Auch in England muss Haast gewesen sein. 1857 soll Haast jedenfalls laut Langner an einer Übersetzung des Buches New Zealand, the „Britain Of The South“: With A Chapter On The Native War And Our Future Native Policy von Charles Hursthouse beteiligt gewesen sein. Inwieweit aber Haast an der Übersetzung, die von der Londoner Reederei Willis Gann & Co herausgegeben wurde, mitgewirkt hatte, ist derzeit nicht geklärt. 1858 wurde Haast dann aber von Willis Gann & Co mit dem Auftrag eingestellt, nach Neuseeland zu reisen und einen Bericht über die Eignung der britischen Kolonie für deutsche Einwanderer zu erstellen.

### Neuseeland
Am 21. Dezember 1858 erreichte Julius Haast über den Hafen von Auckland die Nordinsel von Neuseeland. Es ist nicht bekannt, warum Haast seine Familie nicht mit nach Neuseeland nahm. Er blieb in Neuseeland, auch nachdem seine Frau Antonia am 14. Oktober 1859 verstorben war. Sein Sohn wurde von den Schwiegereltern aufgenommen.
Kurz nach seiner Ankunft in Neuseeland traf Haast auf Ferdinand von Hochstetter, einen österreichischen Geologen und Naturforscher. Haast begleitete Hochstetter auf seinen geologischen Expeditionen zum Drury-Kohlenfeld, zum Auckland Volcanic Field, zu den Goldfeldern der Coromandel Peninsula, den Kupferfeldern der Great Barrier Island und Kawau und zum Gebiet um Nelson herum. So konnte Haast, ohne verantwortliche Aufgaben übernehmen zu müssen, von Hochstetter lernen und durch selbständige Beobachtungen seine eigenen Erfahrungen machen. Die Zusammenarbeit währte bis zu Hochstetters Abreise im Oktober 1859. Trotz der Trennung verband sie eine lebenslange Freundschaft. Haast blieb in Neuseeland, obwohl sein Bericht an seinen Auftraggeber Willis Gann & Co über Neuseeland nicht positiv ausgefallen war. In dem Bericht beklagte er die schwache finanzielle Ausstattung der Kolonie und Probleme mit den Maori, die aus seiner Sicht gegen eine erfolgreiche Einwanderung deutscher Siedler sprachen. Ungeachtet seiner fehlenden Qualifikation als ausgebildeter Geologe beauftragten ihn die Provinzregierung von Nelson und im Februar 1861 die Provinzregierung von Canterbury mit weitergehenden geologischen Untersuchungen auf der Südinsel, denn während der gemeinsamen Forschungsarbeiten mit Hochstetter hatte sich Haast ein umfassendes geologisches Wissen sowie Arbeitsweisen angeeignet, die ihn nach der Abreise Hochstetters in die Lage versetzten, selbständig weiterzuarbeiten. Mit seinen Forschungsergebnissen machte er sich schnell einen Namen und wurde so zum ersten anerkannten professionellen Wissenschaftler Neuseelands. Seine glaziologischen Forschungen in den Southern Alps setzte der österreichische Naturforscher Robert von Lendenfeld fort.

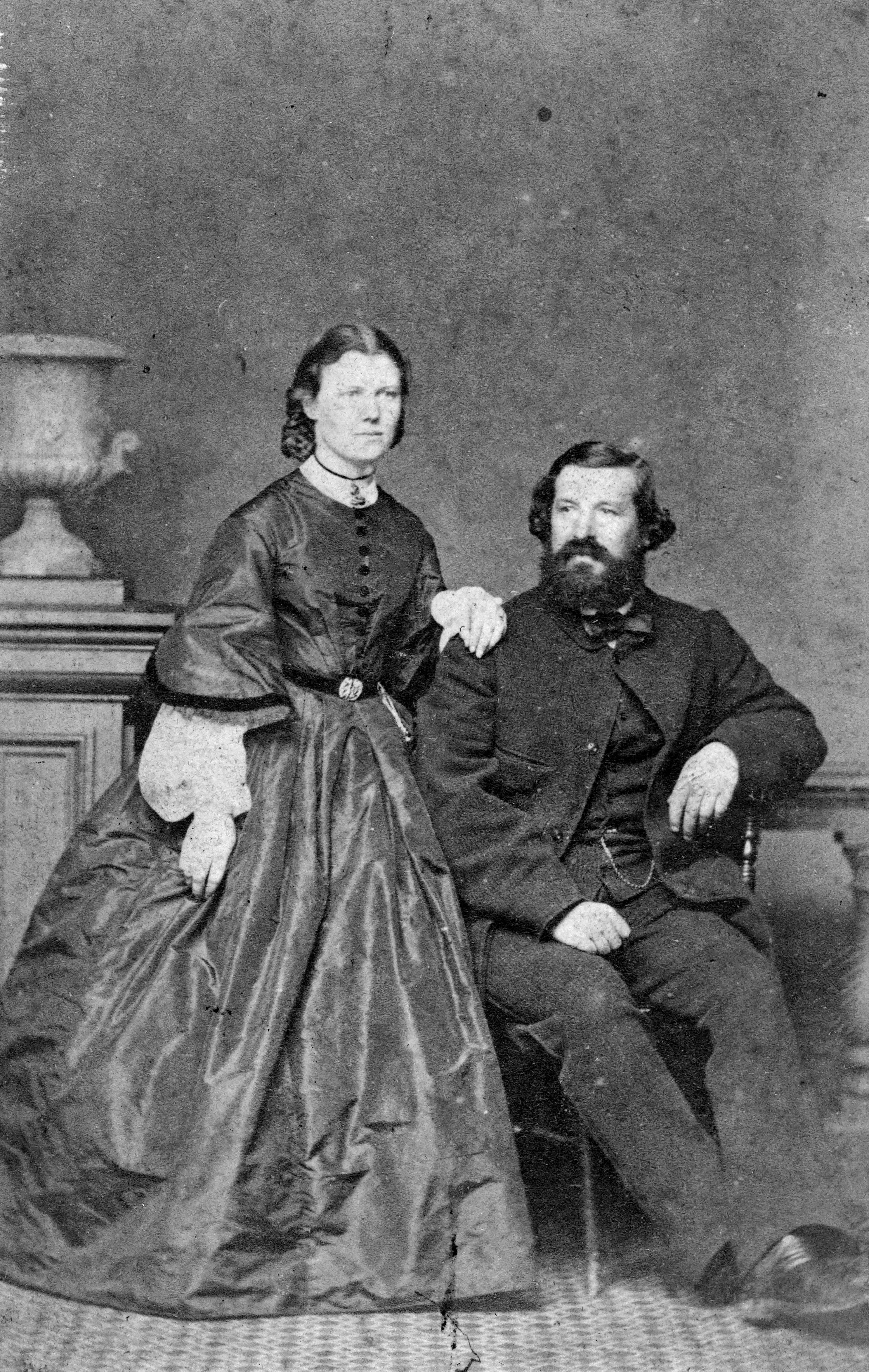
Julius Haast mit seiner Frau Mary (ca. 1865)

1861 siedelte Haast in Christchurch und wurde noch im selben Jahr, da Neuseeland noch eine britische Kolonie war, britischer Staatsbürger. Auch begann er in diesem Jahr bereits eine kleine Museumskollektion zusammenzustellen, die in einem Raum des Provinzialregierungsgebäudes Platz fand. Am 24. Juli 1862 wurde auf seine Initiative hin das Philosophical Institute of Canterbury gegründet, dessen erster Präsident er wurde. Das Institut unterstützte seine Idee, ein Museum zu gründen.
Im Januar 1863 führte Julius von Haast zusammen mit Charles Cameron eine Expedition an, um einen Landweg von der Ost- zur Westküste der Südinsel zu finden und folgten einer Route der Māori.
Am 25. Juni 1863 heiratete Haast Mary Ann Dobson (1844–1913), eine Tochter von Edward Dobson, einem Ingenieur aus der Provinz Canterbury. Aus dieser Ehe gingen vier Söhne und eine Tochter hervor. Der Sohn George von Haast (1867–1954) studierte bis 1894 an der Kunstakademie Düsseldorf bei Adolf Schill und Peter Janssen d. Ä. Malerei. Edward Dobson war Gründungsmitglied des Philosophical Institute of Canterbury, später auch deren Präsident und Unterstützer der Idee, ein geologisches Museum in Christchurch zu errichten.
1863 gründete Haast das Canterbury Museum. Im Dezember 1867 wurde erstmals seine geologische und archäologische Sammlung zusammengefasst und im Gebäude der Provinzialregierung der Öffentlichkeit vorgestellt. Schnell fanden sich weitere Unterstützer, ein eigenes Museumsgebäude zu errichten. Haasts Sammlung umfasste zu diesem Zeitpunkt bereits 7.887 Ausstellungsstücke. 1868 wurde er zum Direktor des von ihm initiierten Canterbury Museum gewählt. Bereits zwei Jahre später konnte der Neubau mit seiner Sammlung eröffnet werden.
1871 gründete Haast zusammen mit Bischof H.J.C. Harper die Canterbury Collegiate Union, die die Gründung des Canterbury College in 1873 voranbrachte. Haast lehrte an dem College Geologie und Paläontologie, wurde 1876 zum Professor für Geologie ernannt und behielt die Professur an dem College bis zu seinem Tode. 1879 wurde er Mitglied des Senats der University of New Zealand.
Über die Jahre seines Schaffens in Neuseeland bekam Julius Haast zahlreiche Ehrungen und Auszeichnungen im In- und Ausland. Zum Ritter nobilitiert wurde er 1874 durch den österreichischen Kaiser Franz Joseph I., nachdem er 1865 den Franz-Josef-Gletscher nach dem Monarchen benannt hatte. Ab 1880 war er deutscher Honorarkonsul. 1885, zwei Jahre vor seinem plötzlichen Tod, wurde er für seine Verdienste von der britischen Königin zum Knight Commander des Order of St. Michael and St. George (KCMG) ernannt. Julius von Haast verstarb 65-jährig am frühen Morgen des 16. Augusts 1887 an einer Herzerkrankung.

## Auszeichnungen bzw. Mitgliedschaften
- 1862 – Auszeichnung mit dem Dr. phil. h. c. der Universität Tübingen[6]
- 1864 – Mitglied der Deutschen Akademie der Naturforscher Leopoldina,[22] Halle (Saale), aufgenommen am 2. November 1864[6]
- 1867 – Mitglied der Linnean Society of London[6]
- 1867 – Mitglied der Royal Society, aufgenommen am 6. Juni 1867[23]
- 1868 – korrespondierendes Mitglied der Bayerischen Akademie der Wissenschaften[24]
- 1871 – Korrespondierendes Mitglied der Senckenbergischen Naturforschenden Gesellschaft[8]
- 1874 – durch den Kaiser von Österreich in den Ritterstand erhoben, August 1874 (Orden der Eisernen Krone, Ritter 3. Klasse)[25][26]
- 1876 – Professor für Geologie an dem Canterbury College
- 1879 – Mitglied des Senats der University of New Zealand
- 1884 – Goldene Medaille der Geological Society of London[6]
- 1885 – Ehrenmitgliedschaft im Ornithologischen Verein in Wien[27]
- 1885 – Knight Commander des Order of St. Michael and St. George (KCMG)[2]
- 1886 – mit dem Officier de l’Instruction Publique, Paris ausgezeichnet[6]
- 1886 – Ehrendoktor der University of Cambridge[19]

## Werke
- John Francis Julius von Haast: Report of a topographical and geological exploration of the western districts of the Nelson Province, New Zealand : undertaken for the Provincial Government. Hrsg.: Nelson provincial government. Nelson 1861 (englisch, 150 S., org.uk [PDF]).
- John Francis Julius von Haast: On the Southern Alps of Canterbury, Middle Island, New Zealand. Hrsg.: Johann Franz Julius von Haast. Christchurch 1864 (englisch, vorgetragen am 8. Februar 1864 vor der Royal Geographical Society von Neuseeland).
- Dr. Julius Haast: Beobachtungen über einige Vögel Neuseelands. Mitgetheilt von Dr. Otto Finsch, in Bremen. In: Journal für Ornithologie, 16. Jg. (1868), Theodor Fischer, Cassel, S. 238ff. (Fortsetzung: Otto Finsch: Über die Vögel Neuseelands. In: Journal für Ornithologie, 18. Jg. (1870), Theodor Fischer, Cassel, S. 241ff.)
- John Francis Julius von Haast: Geology of the Provinces of Canterbury and Westland, New Zealand: a report comprising the results of official explorations. Hrsg.: Province of Canterbury. The “Times” Office, Christchurch 1879 (englisch, 486 S., digitale-sammlungen.de).
- Beschreibung einer Reise von Christchurch, der Hauptstadt der Provinz Canterbury auf Neu-Seeland, nach den Goldfeldern der Westküste im Jahre 1865. In: Mittheilungen der k. k. geographischen Gesellschaft in Wien, Nr. 5 (1868), S. 132–157, 189–194.
- Die Goldfelder an der Westküste der Provinz Canterbury, Neu-Seeland, S. 135ff. In: Mittheilungen aus Justus Perthes’ geographischer Anstalt über wichtige neue Erforschungen auf dem Gesammtgebiete der Geographie von A. Petermann. 1867

## Nach Haast benannt
Nach Julius Haast benannt wurden:
- Haast, ein Ort an der Westküste der Südinsel von Neuseeland,
- Haast River, ein Fluss, der die Regionen Otago und West Coast durchfließt,
- Haast Pass/Tioripatea, der südlichste Pass über die Neuseeländischen Alpen,
- Mount Haast (Westland District), ein 3140 m hoher Berg auf der Südinsel von Neuseeland,
- Mount Haast (Buller District), ist ein 1587 m hoher Berg ebenfalls auf der Südinsel von Neuseeland

- Haastadler, der größte Greifvogel der Neuzeit, der in Neuseeland lebte,
- Haastkiwi, eine als gefährdet eingestufte Kiwiart in Neuseeland,
- Haast Schist Group, eine lithostratigraphische Einheit im geologischen Aufbau der neuseeländischen Südinsel,
- Julius von Haast Fellowship Award, ist ein 2004 in Neuseeland geschaffener Wissenschaftspreis.
- Cepola haastii, ein roter Bandfisch
- Olearia haastii, ein Gänseblümchenstrauch